# Dänische Badmintonmeisterschaft 2006
Die Dänische Badmintonmeisterschaft 2006 fand vom 3. bis 5. Februar 2006 in Vejen statt.

## Austragungsort
- Vejen, Idrætscenter, Petersmindevej 1

## Finalresultate
| Disziplin    | Sieger                               | Finalist                                   | Ergebnis           |
| ------------ | ------------------------------------ | ------------------------------------------ | ------------------ |
| Herreneinzel | Peter Gade                           | Kenneth Jonassen                           | 8–3, Aufgabe       |
| Dameneinzel  | Tine Rasmussen                       | Anne Marie Pedersen                        | 11–0, 11–4         |
| Herrendoppel | Jens Eriksen Martin Lundgaard Hansen | Mathias Boe Carsten Mogensen               | 15–7, 15–13        |
| Damendoppel  | Mette Schjoldager Britta Andersen    | Kamilla Rytter Juhl Lena Frier Kristiansen | 15–8, 15–3         |
| Mixed        | Jens Eriksen Mette Schjoldager       | Thomas Laybourn Kamilla Rytter Juhl        | 15–7, 11–15, 15–13 |